# Presídio de Ziguinchor
O Presídio de Ziguinchor, também conhecido como Forte ou Fortaleza de Nossa Senhora da Conceição, foi uma antiga fortificação portuguesa, defendendo a praça de Ziguinchor, em Ziguinchor, no atual Senegal. Estava subordinada à praça do Cacheu, juntamente com Farim.

## História
A povoação de Ziguinchor, principal mercado e entroncamento do rio Casamansa, teve origem numa comunidade de lançados, associada ao jesuíta frei João Delgado, que ali morreu em 1609. Em 1621 a povoação tinha quinze casas de comerciantes “portugueses”, uma igreja, um padre, e muitos cristãos locais. Nos anos seguintes, a povoação virá a tornar-se no principal local de trocas comerciais no rio entre luso-africanos e bainuncos.
O território de Ziguinchor, propriedade de uma tribo local, os iziguinchos, somente entra oficialmente sob alçada da administração portuguesa com a fundação do presídio por Gonçalo Gamboa de Ayala, capitão-mor do Cacheu, em 1645, no mesmo ano em que fundou Farim, ambos dependentes da capitania de Cacheu. Ziguinchor era um posto avançado pouco importante, dominado por mestiços e grumetes de origem portuguesa, que guarneciam o forte e controlavam o comércio local, sobretudo de escravos. A mais alta autoridade da Coroa Portuguesa era o capitão-cabo, geralmente mestiço, e muitas vezes da família Carvalho Alvarenga, comerciante e com fortes ligações à elite local.
Em outubro de 1694, o capitão-mor de Cacheu, Santos Vidigal Castanho, alertou em carta ao Conselho Ultramarino para a falta de soldados na fortaleza, propondo-se o arrendamento da mesma a quem sustentasse o presídio. Em outubro de 1698, carta do mesmo capitão informa que a guarnição desta praça fazia-se com delinquentes do Reino de Portugal enviados para degredo, referindo novamente a falta de soldados nesta fortaleza, necessários para a repressão do comércio dos estrangeiros.
Em 1700, quando André Brue, diretor da Compagnie du Sénégal, com sede em Gorée, visitou o povoado, notou que o forte português estava equipado com algumas peças de artilharia. Brue observou igualmente que em Bayto, a curta distância para sul do presídio, se encontrava outro forte português aparentemente guarnecido com quinze peças de artilharia e igual número de soldados.
Em abril de 1723, o capitão-mor de Cacheu, Pedro de Barros, alertava novamente para a falta de soldados nesta fortaleza. Em maio de 1726, o mesmo capitão informou a falta de armas na fortaleza, e que a praça se encontrava deserta em função da grande mortalidade. Em junho de 1728, o novo capitão-mor do Cacheu, João Perestrelo, afirma que a praça necessita de moradores e artilharia.
Nas primeiras décadas do século XVIII, serviu como capitão-cabo deste forte Aleixo Pinheiro, capitão de infantaria e capitão de cavalos reformados.
No início da década de 1730, João Pereira de Carvalho, na qualidade de capitão-mor do Cacheu, proveu no posto de cabo da praça de Ziguinchor António dos Santos Pereira, com a condição de fazer um baluarte e duas carretas à sua custa, e reparar a artilharia.
Em junho de 1736 e setembro de 1738, documenta-se como capitão-cabo de Ziguinchor Domingos Mendes Souto.
Em abril de 1740, Damião de Bastos, capitão-mor do Cacheu, dava conta que a praça de Ziguinchor se encontrava em guerra com o gentio vizinho, informando que, apesar dos parcos meios de que dispunha, ia em socorro daquela praça, a qual recebera também socorro dos casangos, aliados de Portugal, comoa testavam as cartas do então cabo da praça de Ziguinchor, Manuel Batista Ferreira.
Em 1766, era capitão-cabo deste forte Carlos de Carvalho Alvarenga.
Em março de 1775, António Vaz de Araújo, sargento-mor e comandante da praça do Cacheu, escreve a Martinho de Melo e Castro, secretário de estado da Marinha e Ultramar, dando conta do estado da praça de Ziguinchor após um levantamento que ocorreu na sequência da tomada de uma embarcação francesa, assim como um segundo levantamento no mês de dezembro anterior, o qual vitimou um sargento e cinco soldados, e que devido a estes acontecimentos os negócios na praça estavam parados e a Fazenda Real não arrecadava nenhuns direitos; informando ainda da necessidade de homens para a guarnição das praças. Em junho de 1777, o mesmo capitão informa que o tenente Manuel Gomes Vale governara Ziguinchor por mais de seis meses com o posto de capitão cabo, tendo fortificado e feito as prisões dos réus capturados após os levantamentos de 1775.
A fortificação consta de uma carta militar datada de 1777.

### Declínio
Sujeito a uma gestão ineficiente a partir de Cacheu, Cabo Verde e Portugal, o presídio de Ziguinchor funcionava em autogestão, até cair sob a crescente esfera de influência francesa. No século XIX, o único edifício público da praça de Ziguinchor consistia na igreja, feita de barro e coberta de palha.
Em 1837 os sinais de declínio da povoação eram já evidentes, sendo o local descrito como em estado de caos e anarquia por um visitante francês em 1874.
Por 1870, o presídio português, em território bainunco, separava os dois postos avançados franceses na região de Casamansa, Carabane e Sediou.
Em 1884, era chefe do presídio o alferes Joaquim António Pereira.
A 12 de maio de 1886, a povoação e presídio de Ziguinchor foi cedida à França, por troca com o rio Cassini, mais a sul, em consequência da Conferência de Berlim.